# Xenopsylla bechuanae
Xenopsylla bechuanae är en loppart som beskrevs av De Meillon 1947. Xenopsylla bechuanae ingår i släktet Xenopsylla och familjen husloppor. Inga underarter finns listade i Catalogue of Life.